# 쌍화점 (영화)
"쌍화점"은 고려 시대를 배경으로 한 대한민국의 영화로 2008년 개봉했다. 유하가 감독을, 조인성, 주진모, 송지효가 주연을 맡았다. 배급은 쇼박스가 담당했다.

## 캐스팅
- 조인성 - 홍림 역
- 주진모 - 왕 역
- 송지효 - 왕후 역
- 심지호 - 승기 역
- 임주환 - 한백 역
- 여욱환 - 임보 역
- 송중기 - 노탁 역
- 장지원 - 보덕 역
- 이종구 - 태사 역
- 권태원 - 조일문 역
- 도용구 - 기원홍 역
- 고인범 - 연기목 역
- 노민우 - 민우 역
- 함건수 - 박불화 역
- 도예성 - 최관 역
- 박종수 - 신내관 역
- 김춘기 - 황내관 역
- 정성일 - 건룡위 역
- 이석우 - 건룡위 역
- 현우 - 건룡위 역
- 백재호 - 건룡위 역
- 김지원 - 건룡위 역
- 이재원 - 건룡위 역
- 황준혁 - 건룡위 역
- 한태성 - 건룡위 역
- 민지혁 - 건룡위 역
- 리을 - 건룡위 역
- 박성훈 - 건룡위 역
- 정우진 - 건룡위 역
- 김기범- 건룡위 역
- 대호 - 건룡위 역
- 김현웅 - 건룡위 역
- 김성준 - 건룡위 역
- 홍종현 - 건룡위 역
- 윤호규 - 건룡위 역
- 문석희 - 건룡위 역
- 조상민 - 건룡위 역
- 김우희 - 건룡위 역
- 조강현 - 건룡위 역
- 김태수 - 건룡위 역
- 차승준 - 건룡위 역
- 손종학 - 밀사 역
- 강풍 - 밀사 역
- 박종보 - 친원파 대감 역
- 조용현 - 젊은 환관 역
- 김필중 - 젊은 환관 역
- 정인화 - 박상궁 역
- 여진구 - 어린 홍림 역
- 이풍운 - 어린 공민왕 역
- 백승호 - 어린 승기 역
- 서영주 - 어린 한백 역
- 김기석 - 젊은 스님 역
- 박민규 - 젊은 스님 역
- 김기방 - 벽란도 가게 주인 역
- 이세랑 - 향낭 가게 주인 역
- 이예나 - 후궁 역
- 홍가연 - 후궁 역
- 민지현 - 후궁 역
- 이정주 - 남장 궁녀 역
- 김민아 - 왕후전 무수리 역
- 이진아 - 왕후전 무수리 역
- 김희선 - 영수전 나인 역
- 김세희 - 영수전 나인 역
- 김경희 - 상궁 역
- 최승희 - 상궁 역
- 최승일 - 환관 역
- 이선민 - 환관 역
- 강동균 - 환관 역
- 김효주 - 연회 무희 역
- 한선영 - 연회 무희 역
- 박선영 - 연회 무희 역
- 최유진 - 연회 무희 역
- 임지현 - 연회 무희 역
- 임지영 - 연회 무희 역
- 이미연 - 연회 무희 역
- 김세정 - 연회 무희 역
- 김가은 - 연회 무희 역
- 김수지 - 연회 무희 역
- 이금희 - 연회 무희 역
- 윤혜선 - 연회 무희 역
- 정안우 - 어린 건룡위 역
- 정광민 - 어린 건룡위 역
- 김기윤 - 어린 건룡위 역
- 김광조 - 어린 건룡위 역
- 박재연 - 어린 건룡위 역
- 오현승 - 어린 건룡위 역
- 이성우 - 어린 건룡위 역
- 김정우 - 어린 건룡위 역
- 백상흔 - 어린 건룡위 역
- 한승범 - 어린 건룡위 역
- 김현수 - 어린 건룡위 역
- 서영현 - 어린 건룡위 역
- 박지민 - 어린 건룡위 역
- 박인걸 - 어린 건룡위 역
- 이승구 - 어린 건룡위 역
- 왕혁준 - 어린 건룡위 역
- 이건호 - 어린 건룡위 역
- 한지원 - 어린 건룡위 역
- 송윤호 - 어린 건룡위 역
- 유동균 - 어린 건룡위 역
- 박용강 - 어린 건룡위 역
- 박상민 - 어린 건룡위 역
- 임형준 - 어린 건룡위 역
- 이희성 - 어린 건룡위 역
- 이희철 - 어린 건룡위 역
- 구동욱 - 어린 건룡위 역
- 황비홍 - 어린 건룡위 역
- 유정연 - 어린 건룡위 역
- 이주훈 - 어린 건룡위 역
- 하동현 - 어린 건룡위 역

### 우정출연
- 조진웅
- 임현성